# John Ronald Reuel Tolkien
John Ronald Reuel Tolkien, CBE ([ˈdʒɒn ˈɹɒnəld 'ɹuːl ˈtɒlkiːn], 3. ledna 1892 Bloemfontein – 2. září 1973 Bournemouth) byl anglický spisovatel, filolog a univerzitní profesor, nejznámější jako autor Hobita a Pána prstenů. Na Univerzitě v Oxfordu působil v letech 1925–1945 jako profesor staré angličtiny, v letech 1945–1959 pak jako profesor anglického jazyka a literatury. Byl význačným jazykovědcem a znalcem staré angličtiny a staré severštiny. Spolu s nejbližším přítelem C. S. Lewisem byl členem literárního diskusního klubu Inklings („Tušitelé“ nebo „Inkousťata“). 28. března 1972 obdržel od královny Alžběty II. Řád britského impéria.
Kromě Hobita, Pána prstenů, vědeckých pojednání a překladů zahrnuje Tolkienovo dílo množství textů z pozůstalosti o historii fiktivního světa Středozemě, v níž se Hobit a Pán prstenů odehrávají. Část z nich pod názvem Silmarillion uspořádal a vydal autorův syn Christopher. Tolkien pro všechny tyto příběhy používal slovo legendárium. Zbylá Tolkienova díla jsou pohádky a příběhy původně vyprávěné jeho dětem a nevztahují se přímo ke Středozemi. Pro neutuchající popularitu a vliv je Tolkien často považován za nejdůležitějšího z otců žánru moderní hrdinské fantasy.

## Životopis

### Rodina a mládí
Tolkien se narodil 3. ledna 1892 v Bloemfonteinu, hlavním městě Oranžského svobodného státu (dnes provincie Svobodný stát Jihoafrické republiky), Arthuru Tolkienovi, řediteli tamní bankovní pobočky, a jeho ženě Mabel Tolkienové (rozené Suffieldové). Tolkienova rodina pocházela z Východního Pruska (z Kreuzburgu nedaleko Královce a psala se původně Tolckin), ale žila v Anglii už od konce 18. století. O příjmení Tolkien se John chybně domníval, že je poangličtěnou verzí Tollkiehn (tj. německy tollkühn, „šíleně odvážný“; jako Tollkühn byl v matrice zapsán i jeho předek Johann Benjamin Tolkien). Jméno profesora Rashbolda v The Notion Club Papers (příběh z IX. svazku The History of Middle-earth) je vtipem narážejícím na tuto skutečnost, neboť v angličtině znamená totéž. O křestních jménech jeho otec Arthur 4. ledna 1892 napsal své matce: „… Bude mít první jméno ‚John‘ po dědečkovi, dohromady asi John Ronald Reuel. Mab chce, aby se jmenoval Ronald, a já chci zachovat Johna a Reuela…“ Tolkien měl pouze jednoho sourozence, bratra Hilaryho Arthura Reuela Tolkiena, který se narodil 17. února 1894.
Ve věku tří let odcestoval do Anglie spolu s matkou, která nemohla přivyknout africkému podnebí. Nejprve bydleli u příbuzných na farmě Bag End v Worcestershire, což bylo pravděpodobně inspirací pro název Dno pytle v jeho knihách. Otec však v Jižní Africe onemocněl revmatickou horečkou a zemřel na krvácení do mozku. Ztráta živitele rodiny přinutila Tolkienovu matku krátce žít u jejích rodičů v Birminghamu, v roce 1896 se přestěhovali do vesnice Sarehole (nyní součást Birminghamu). Spolu s bratrem trávil hodiny zkoumáním starého vodního mlýna v Sarehole a močálu v Moseley. Zážitky z dětství byly později zdrojem inspirace pro scenérie v jeho knihách.
Mabel Tolkienová učila své dva syny a Ronald, jak se mu doma říkalo, byl dychtivým žákem. Získal rozsáhlé znalosti botaniky, ale nejoblíbenějšími hodinami byly lekce jazyků. Matka ho proto naučila velmi záhy základům latiny. Ve věku čtyř let uměl číst a brzy nato i psát. Krátce navštěvoval Školu svatého Filipa, absolvoval Školu krále Edwarda v Birminghamu i Exeterskou kolej v Oxfordu.
V roce 1900 konvertovala matka spolu se svou sestrou navzdory bouřlivým protestům jejich převážně baptistické rodiny ke katolictví. V roce 1904, když bylo Tolkienovi 12 let, zemřela na cukrovku. Martyrium, které podstoupila pro svou víru, pociťoval po zbytek života jako závazek s hlubokým vlivem na vlastní katolictví. Tolkienův zápal pro víru lze doložit dopisy C. S. Lewisovi během jeho obrácení na křesťanství, v nichž vyjádřil své křesťanské hodnoty.
Jako sirotek byl vychováván knězem Francisem Xavierem Morganem z birminghamské Oratoře ve čtvrti Edgbaston, jemuž matka své syny před smrtí svěřila, aby jim poskytl dobrou katolickou výchovu. Zdejší architektuře dominovala 29 m vysoká budova známá jako Perrott’s Folly a blízko ní stojící pozdější viktoriánská věž, část edgbastonské vodárny, které pravděpodobně ovlivnily představy různých temných věží v jeho pracích.
V 16 letech se zamiloval do Edith Brattové (později se stala předlohou pro postavu Lúthien) a navzdory mnoha překážkám se s ní oženil. Po celý zbytek života zůstala jeho jedinou láskou.

### Dospělost
V roce 1911 začal studovat na Oxfordské univerzitě, v únoru 1913 absolvoval zkoušky Honour Moderations, dosáhl sice jen hodnocení druhé třídy, ale jeho práce ze srovnávací filologie byla ohodnocena jako bezchybná. Přešel tedy na studium anglistiky a roku 1915 dosáhl akademického titulu první třídy a dne 22. března 1916 se John Ronald Reuel Tolkien oženil s Edith Brattovou. Zuřila první světová válka a Tolkien dobrovolně vstoupil do armády k  pluku Lancashirských střelců, kde sloužil jako podporučík nejprve u 13. (záložního) praporu a po odjezdu na frontu do Francie v červnu 1916 u 11. (bojového) praporu. Mnoho jeho spolubojovníků a většina blízkých přátel padlo v bojích. Tolkien se účastnil bitvy u Sommy, kde se v říjnu 1916 nakazil zákopovou horečkou, byl repatriován a strávil pak většinu roku 1917 v nemocnici.
Během zotavování začal pracovat na Knize ztracených příběhů (The Book of Lost Tales), sérii pohádkových příběhů založených na milované mytologii a folklóru. Bojů se pro otřesené zdraví již neúčastnil, roku 1917 a 1918 působil jako důstojník v zázemí a byl povýšen na poručíka.

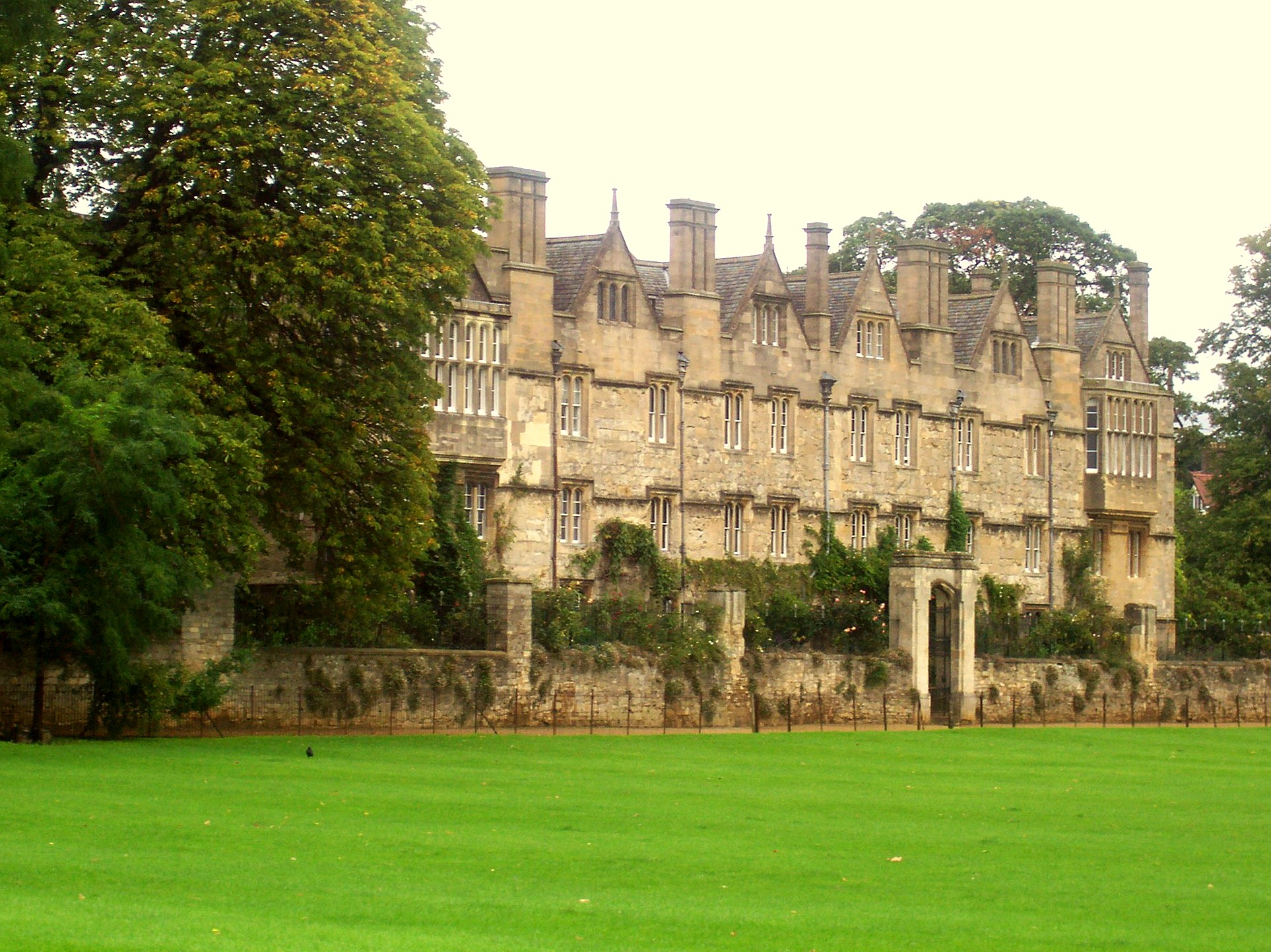
Merton College v Oxfordu, kde Tolkien působil.

Po válce pracoval Tolkien nejprve na Novoanglickém slovníku (New English Dictionary, nyní Oxford English Dictionary). V roce 1920 se přestěhoval do Leedsu, kde na katedře angličtiny tamní univerzity dosáhl (1924) titulu profesora, ale roku 1925 se vrátil zpět do Oxfordu, kde byl jmenován profesorem anglosaštiny. Roku 1945 se na Mertonově koleji v Oxfordu stal profesorem anglického jazyka a literatury a zůstal zde až do svého odchodu do penze v roce 1959. Aby měl více klidu v době, kdy se již stával slavným spisovatelem, odstěhoval se do Bournemouthu na jižním pobřeží Anglie.
Tolkien a Edith sdíleli hlubokou lásku k rodině, měli spolu čtyři děti, které pojmenovali John Francis Reuel (17. listopadu 1917 – 22. ledna 2003), Michael Hilary Reuel (říjen 1920–1984), Christopher John Reuel (* 21. listopadu 1924 – 16. ledna 2020) a Priscilla Anne Reuel (1929–2022). Tolkien byl jako otec nesmírně laskavý a chápavý, mezi projevy lásky, za něž se nikdy nestyděl, patří i pohádkové příběhy s ilustracemi, které pro děti vytvářel, například dobrodružství malého psíka Rovera, dobrodružství Toma Bombadila, historky o nezlomném darebákovi „Lepiči plakátů“, vznešenější Sedlák Jiljí z Oujezda a především každoroční dopisy od vánočního dědečka.

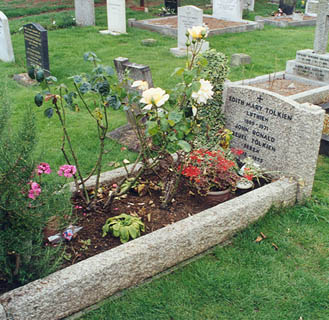
Náhrobek Tolkiena a jeho ženy Edith

Po smrti své ženy Edith 29. listopadu 1971 se Tolkien odstěhoval zpět na Merton Street. 28. března 1972 obdržel od královny Alžběty II. Řád britského impéria a Oxfordská univerzita mu udělila čestný doktorát z literatury.
Dne 2. září 1973 John Ronald Reuel Tolkien ve věku 81 let zemřel.
Na náhrobku v Oxfordu na hřbitově Wolvercote, kde je pochován on i jeho žena, jsou u jejich jmen vytesána i jména Berena a Lúthien.

## Dílo
Tolkien rád vymýšlel fantastické příběhy pro pobavení svých dětí. Každé Vánoce pro ně psal dopisy typickým třaslavým písmem vánočního dědečka (Father Christmas, v překladu S. Pošustové „Děda Mráz“) a vybudoval tak sérii krátkých příběhů – později sebranou a publikovanou jako Dopisy Dědy Mráze (The Father Christmas Letters).
Tolkien nikdy neočekával, že jeho vymyšlené příběhy budou zajímat více než jen úzkou skupinu lidí. Na naléhání bývalého studenta publikoval knihu Hobit (The Hobbit, 1937), kterou původně napsal jen pro své děti. Ačkoliv byla určena dětem, kniha si získala také dospělé čtenáře a stala se natolik populární, že nakladatel, Allen & Unwin, požádal Tolkiena o pokračování. To ho podnítilo k vytvoření jeho nejznámějšího díla, kterým se stal výpravný román Pán prstenů (The Lord of the Rings, 1954–55). Vyšel ve třech svazcích, a proto bývá nepřesně označován jako trilogie – Tolkien chtěl Pána prstenů vydat jako jediný román, ale po válce bylo obtížné sehnat papír (kniha by měla přes tisíc stran), proto byl nucen přistoupit na návrh vydavatele vydat román postupně. To s sebou přineslo problém, jak nazvat jednotlivé díly – u názvu Dvě věže autor nikdy nesdělil, které věže měl na mysli, s názvem Návrat krále také moc nesouhlasil – podle jeho mínění příliš naznačuje, jak kniha vyvrcholí. Tolkien k napsání románu potřeboval téměř deset let, během nichž ho povzbuzovali členové jeho klubu Inklings, zvláště pak nejbližší přítel C. S. Lewis, autor knih o Narnii.
V 60. letech se Pán prstenů stal ohromně populárním zvláště mezi studenty a od té doby jej nezmenšující se okruh obdivovatelů řadí mezi nejpopulárnější romány 20. století, a to jak podle odhadovaného množství příznivců, tak i podle počtu prodaných výtisků. Pán prstenů byl čtenáři na britském TV kanálu 4 a v řetězci knihkupectví firmy Waterstone zvolen nejvýznamnější knihou 20. století. V roce 1999 zákazníci internetového knihkupectví Amazon.com v hlasování vybrali Pána prstenů jako nejvýznamnější knihu tisíciletí.
Když začínal psát první kapitolu Pána prstenů, domníval se, že bude vyprávět pohádku pro děti podobně jako v Hobitovi, ale s postupem času příběh stále temněl a stával se vážnějším. Ačkoliv je Pán prstenů pokračováním Hobita, obrací se spíše na starší publikum, na pozadí hlavního námětu rozehrává útržky dalších příběhů a vykresluje tak fascinující atmosféru neodhalených tajemství starobylé historie světa Středozemě. Mytologie tohoto světa je dále rozvinuta v knize Silmarillion (The Silmarillion) a mnoha dalších, které z pozůstalosti vydal autorův syn Christopher. Tolkien výrazně ovlivnil žánr fantasy, jehož obliba po úspěchu Pána prstenů významně stoupla.
Tolkien byl profesionálním lingvistou a jazyky a mytologie, které studoval, přímo ovlivňovaly jeho tvorbu. Například trpasličí jména v Hobitovi byla převzata ze severské mytologie z básně Völuspá (Vědmina věštba), části eposu Edda. Naproti tomu některé zápletky (např. zloděje, který ukradne pohár z dračího pokladu) převzal ze staroanglické epické básně Beowulf. Tolkien byl uznávaným znalcem Beowulfa a publikoval na toto téma několik vědeckých prací a posmrtně byl uveřejněn i jeho překlad této básně do moderní angličtiny.
Tolkien pracoval na historii Středozemě až do své smrti. Jeho syn Christopher Tolkien s pomocí spisovatele fantasy Guye Gavriela Kaye uspořádal některé materiály do ucelené podoby a publikoval je jako Silmarillion (1977). Christopher Tolkien v dalších letech pokračoval v publikování materiálu použitého při vytváření Středozemě. Tituly z pozůstalosti jako Historie Středozemě (The History of Middle-earth) nebo Nedokončené příběhy (Unfinished Tales) obsahují nedokončené, opuštěné, alternativní nebo odporující si verze příběhů, protože Tolkien pracoval na své mytologii po desetiletí a neustále jednotlivé příběhy přepisoval, upravoval a rozvíjel. Pouze Silmarillion se pokouší udržet opravdovou konzistenci s Pánem prstenů, a to jen díky rozsáhlým úpravám Christophera Tolkiena – přestože on sám tvrdí, že zde ještě mnoho nesrovnalostí zbylo. Dokonce ani Hobit není zcela v souladu s Pánem prstenů, přestože při druhém vydání (1951) byla jedna kapitola podstatně změněna.
Knihovna Marquette University v americkém Milwaukee obsahuje mnoho originálů Tolkienových rukopisů, poznámek a dopisů; jiné původní materiály zůstávají v oxfordské Bodleyově knihovně. Marquette University vlastní rukopisy a korektury Pána prstenů, Hobita, rukopisy mnoha menších děl jako Sedlák Jiljí z Oujezda (Farmer Giles of Ham) a materiály od Tolkienových obdivovatelů, zatímco Bodleyova knihovna má materiály k Silmarillionu a Tolkienovy vědecké práce.

## Jazyky
Filologie, studium jazyků, byla Tolkienova první univerzitní láska a jeho zaujetí jazykovědou ho inspirovalo k vytvoření téměř 15 umělých jazyků (nejznámější z nich jsou dva elfí jazyky v Pánovi prstenů: quenijština a sindarština). Později propracoval celou kosmogonii a historii Středozemě jako pozadí pro vývoj těchto jazyků.
Kromě hluboké znalosti anglosaštiny (staré angličtiny) a staré severštiny Tolkien hovořil s různou mírou plynulosti více než tuctem evropských jazyků, počínaje velštinou, galštinou, románskými jazyky jako francouzštinou, španělštinou a italštinou stejně jako ostatními germánskými jazyky (ranými formami němčiny a nizozemštiny jako například starou saštinou) a baltskými a slovanskými jazyky (litevštinou a ruštinou). Ve své osobní korespondenci zmiňoval, že zvuk finského jazyka zněl jeho uším nejliběji a stal se zdrojem inspirace pro quenijštinu, nejdůležitější z jím vytvořených jazyků.
Popularita jeho knih měla vliv na jazykovou stránku anglicky psané fantasy literatury, nápadné je zejména užívání nestandardních forem slov elf a trpaslík (běžné tvary elfin a dwarfs byly vytlačeny tolkienovskými elvish a dwarves).

## Filosofie fantasy
Ve své eseji O pohádkách představuje svůj poněkud svérázný pohled na pohádky. Neshodl se s žádnou slovníkovou definicí pohádky, nejblíže mu byla ta, podle které je pohádka vyprávění o faeries (malých nadpřirozených bytostech). Podle něj je ale pohádka definovaná především Faerií, místem, kde se odehrává. Je to kouzelný svět, kde žijí faeries, přítomnost faeries však není nezbytně nutná, důležité je samotné prostředí, většinou příroda. Tolkien popisuje také širokou škálu toho, co podle něj pohádka není. Mezi pohádky nezařazuje především příběhy, které se neodehrávají v kouzelném světě, nebo se ho nijak tematicky nedotýkají. Vyřazuje z nich příběhy, které se odehrávají ve snu (např. Alenka v říši divů) a příběhy o zvířatech s lidskými vlastnostmi (např. pohádka O třech prasátkách).
V hledání původu pohádek nepovažuje podstatné metody folkloristů, čili hledání podobných motivů a jejich porovnávání, je pro něj důležitý konkrétní nápad autora a následné šíření příběhu v prostoru a čase. Samotný vznik pohádky přirovnává k vytahování různých motivů z jakéhosi kotle, což je podle něj důvod, proč se v pohádkách mohou setkávat božské bytosti s bytostmi z lidského světa apod.
Ve vztahu mytologie a pohádek upozorňuje na to, že mytologické postavy vznikaly inspirováním se přírodními jevy a následným připojením určitých lidských vlastností, tím pádem by se většina božstev dala zařadit do pohádkového světa. Zamýšlí se také nad tím, zda byl první člověk s typickou vlastností, kterému byla přidělena přírodní moc nebo naopak.
Dalším velkým tématem, kterým se zabývá, je vztah pohádek a dětí. Nesouhlasí s tím, že by pohádky měly být určené primárně dětem, tvrdí, že je důležité, aby je četli i dospělí, jak tomu bylo v minulosti. Tím, že pohádky čtou i dospělí a vypráví je pak svým dětem, se pomáhá tomu, aby byly předávané dál. Děti mají za svůj život mnohem méně zkušeností než dospělí, jsou proto schopné spíše uvěřit tomu, co se vymyká logice, naopak dospělí však mají plně rozvinuté abstraktní myšlení, jsou proto schopni odhalit skryté souvislosti v příběhu. Smysl pro pohádky mají jen některé děti a s přibývajícím věkem se jejich zájem o pohádky (stejně jako u něj) prohloubí. Protože byly pohádky původně určeny pro dospělé, obsahují různé motivy nevhodné pro děti, které se z nich postupně odstraňují, aby byly pro děti vhodné, s čímž Tolkien příliš nesouhlasí. Nesouhlasí ani s tím, že děti mají pohádky v oblibě právě proto, že jsou schopné uvěřit nadpřirozeným věcem, argumentuje tím, že on sám měl v dětství rád pohádky např. s draky, ale věděl, že skuteční nejsou.

### Poezie a próza
- 1936 Songs for the Philologists (Písně pro filology) – sbírka humorných básní Tolkiena (13 básní z 30), E. V. Gordona a lidových písní
- 1937 The Hobbit or There and Back Again (Hobit aneb Cesta tam a zase zpátky, Praha, Odeon, 1979, v překladu Františka Vrby) – pohádkový příběh ze světa Středozemě
- 1945 Leaf by Niggle (Nimralův list, v češtině poprvé vyšlo ve sbírce Pohádky, Winston Smith, Praha 1992; vyšlo také pod názvem List od Nimrala) – krátký příběh, alegorie Tolkienovy tvorby
- 1945 The Lay of Aotrou and Itroun – publikováno v prosincovém Welsh Review
- 1949 Farmer Giles of Ham (Sedlák Jiljí z Oujezda, uváděno též pod názvem Farmář Giles z Hamu, v češtině poprvé ve sbírce Pohádky, Winston Smith, Praha 1992; v 80. letech také v samizdatovém vydání jako Pověst o farmáři Jiljím z Městyse[13]) – středověká báje
- 1953 The Homecoming of Beorhtnoth, Beorhthelm’s Son (Návrat Beorhtnothe, syna Beorhthelmova, v češtině poprvé ve sbírce Příběhy z čarovné říše, Mladá Fronta, Praha 1997) – hra v aliteračním verši, publikována spolu s esejemi Beorhtnoth’s Death a Ofermod v 6. ročníku vědeckého časopisu Essays and Studies by members of the English Association
- třísvazkový román The Lord of the Rings (Pán prstenů, Mladá fronta, Praha 1990–1992,v překladu Stanislavy Pošustové; v 80. letech kolovalo několik samizdatových vydání[13])
  - 1954 The Fellowship of the Ring (Společenstvo prstenu, Mladá fronta, Praha 1990)
  - 1954 The Two Towers (Dvě věže, Mladá fronta, Praha 1991)
  - 1955 The Return of the King (Návrat krále, Mladá fronta, Praha 1992)
- 1962 The Adventures of Tom Bombadil and Other Verses from the Red Book (Příhody Toma Bombadila, v češtině poprvé ve sbírce Příběhy z čarovné říše, Mladá Fronta, Praha 1997)
- 1964 Tree and Leaf (Strom a list) – sbírka obsahující:
  - On Fairy-Stories (O pohádkách) – vizte vědecké práce v roce 1947
  - Leaf by Niggle (List od Nimrala) – poprvé vyšlo v roce 1945
- 1966 The Tolkien Reader – antologie dříve vyšlých textů (The Homecoming of Beorhtnoth Beorhthelm’s Son, On Fairy-Stories, Leaf by Niggle, Farmer Giles of Ham a The Adventures of Tom Bombadil)
- 1967 The Road Goes Ever On (Cesta jde pořád dál a dál) – pochodová píseň, jejíž útržky lze nalézt v Pánovi prstenů i v Hobitovi, hudbu složil Donald Swann
- 1967 Smith of Wootton Major (Kovář z Velké Lesné, v češtině poprvé ve sbírce Pohádky, Winston Smith, Praha 1992, samostatně pak v Aulos, Praha 1995) – příběh o kováři a jeho kouzelné hvězdičce, o královně a králi víl, o pohádkové říši

### Vědecké práce
- 1922 A Middle English Vocabulary (Slovník středověké angličtiny), Oxford, Clarendon Press, 168 stran
- 1924 Sir Gawain and the Green Knight (Pan Gawain a Zelený rytíř nebo též Sir Gawain a Zelený rytíř) – nové vydání středoanglické básně s poznámkami, spoluautor s E. V. Gordonem, Oxford University Press, 211 stran, revidovanou edicí 1967, Oxford, Clarendon Press, 232 stran
- 1925 Some Contributions to Middle-English Lexicography – publikováno ve 2. čísle 1. ročníku The Review of English Studies, na stranách 210–215.
- 1925 The Devil’s Coach Horses – esej, publikována ve 3. čísle 1. ročníku The Review of English Studies, na stranách 331–336.
- 1929 Ancrene Wisse and Hali Meiðhad – esej na základě dvou děl psaných střední angličtinou 13. století, publikovaná ve 14. dílu Essays and Studies by members of the English Association, Oxford, na stranách 104–126.
- 1932–1934 Sigelwara Land – část I a II, v Medium Aevum, Oxford, 3. čísle 1. ročníku, na stranách 183–196 (prosinec 1932) a ve 2. čísle 3. ročníku (červen 1934), na stranách 95–111.
- 1934 Chaucer as a Philologist: The Reeve’s Tale – znovuobjevení jazykového humoru v originálním rukopisu Chaucerových Canterburských povídek, vyšlo v Transactions of the Philological Society, Londýn, na stranách 1–70
- 1937 Beowulf: The Monsters and the Critics (Béowulf: Netvoři a kritikové, v češtině poprvé v knize Netvoři a kritikové a jiné eseje, Argo, Praha 2006, str. 11–60, někdy se též uvádí pod názvem „Béowulf: Příšery a kritikové“) – publikace jeho přednášky z roku 1936 zabývající se kritickým rozborem básně Beowulf, vydal Humphrey Milford, Londýn, 56 stran.
- 1939 The Reeve’s Tale – verze přizpůsobená recitacím při „letních radovánkách“, Oxford, 14 stran.
- 1939 On Fairy-Stories (O pohádkách) – vysvětluje Tolkienovu filosofii fantasy, vyšla v rámci série přednášek Andrew Lang lectures, jedná se o zkrácenou verzi větší eseje vydané později v roce 1947
- 1944 Sir Orfeo – vydání středověké básně, Oxford, The Academic Copying Office, 18 stran
- 1947 On Fairy-Stories (O pohádkách, v češtině vyšlo ve sbírce Pohádky, Winston Smith, Praha 1992, na stranách 115–188) – Tolkienova přednáška o povaze a smyslu pohádek a fantastických příběhů, publikovaná v Essays presented to Charles Williams, Oxford University Press, poprvé byla prezentována ve zkrácené verzi na univerzitě v St. Andrews v roce 1939
- 1953 Ofermod a Beorhtnoth’s Death, dvě eseje publikované s básní The Homecoming of Beorhtnoth, Beorhthelm’s Son (Návrat Beorhtnothe, syna Beorhthelmova) v 6. díle Essays and Studies by members of the English Association na stranách 1–18.
- 1953 Middle English „Losenger“: Sketch of an etymological and semantic enquiry – publikováno v rámci Essais de philologie moderne: Communications présentées au Congrès
- 1962 Ancrene Wisse: The English Text of the Ancrene Riwle – pro Early English Text Society vydal Oxford University Press
- 1963 English and Welsh (Angličtina a velština, v češtině poprvé v knize Netvoři a kritikové a jiné eseje, Argo, Praha 2006, str. 183–219) – první přednáška z oxfordské série O’Donnelových přednášek přednesená 21. října 1955, vyšlo v rámci Angles and Britons: O’Donnell Lectures, University of Cardiff Press
- 1964 Úvod ke knize Tree and Leaf (Strom a list) s podrobnostmi ke kompozici a historii tvorby děl Leaf by Niggle (Nimralův list) a On Fairy-Stories (O pohádkách)
- 1966 příspěvky k tvorbě Jerusalem Bible – překlad a poznámky
- 1966 předmluva ke druhé edici Pána prstenů s Tolkienovým komentářem na různé reakce na jeho práci, jeho motivaci k napsání knihy a jeho názoru na alegorii.
- 1966 Tolkien on Tolkien (autobiografie)

### Z pozůstalosti
- 1975 Sir Gawain and the Green Knight, Pearl, and Sir Orfeo – překlad historických děl do moderní angličtiny (Pearl je báseň ze 14. století, Sir Orfeo výpravná báseň z 13.–14. století), vydali George Allen & Unwin, Londýn; Houghton Mifflin, Boston.
- 1976 The Father Christmas Letters (Dopisy Děda Mráze, Mladá fronta, Praha 1995) – sbírka pohlednic a krátkých příběhů, které vždy na Vánoce posílal svým dětem
- 1977 The Silmarillion (Silmarillion, Mladá fronta, Praha 1992, 320 stran, v překladu Stanislavy Pošustové; v 80. letech kolovalo samizdatové vydání[13])
- 1979 Pictures by J. R. R. Tolkien – sbírka dříve vyšlých maleb a kreseb v kalendářích a knihách
- 1980 Unfinished Tales of Númenor and Middle-earth (Nedokončené příběhy Númenoru a Středozemě, Mladá Fronta, Praha 1994, 512 stran)
- 1981 The Letters of J. R. R. Tolkien – vydal Christopher Tolkien s pomocí Humphreyho Carpentera
- 1981 The Old English Exodus Text
- 1982 Finn and Hengest: The Fragment and the Episode
- 1982 Mr. Bliss (Pan Blahoš, Argo, Praha 2015, 103 stran) – příběh pro děti o nekonvenční cestě pana Blahoše
- 1983 The Monsters and the Critics (Netvoři a kritikové a jiné eseje, Argo, Praha 2006, 270 stran) – sbírka esejů obsahující následující práce:
  - Beowulf: the Monsters and the Critics (Béowulf: Netvoři a kritikové, str. 11–60) – přednáška z roku 1936
  - On Translating Beowulf (O překládání Béowulfa, str. 61–86) – text původně vyšel v roce 1940 pod názvem Prefatory Remarks on Prose Translation of 'Beowulf' (Úvodní poznámka k prozaickému překladu „Béowulfa“) jako součást knihy Beowulf and the Finnesburg Fragment (Béowulf a Finnsburský zlomek), nového vydání překladu C. L. Wrenna z roku 1911
  - On Fairy-Stories (O pohádkách, str. 131–182) – text vyšel v celistvosti poprvé v roce 1947
  - A Secret Vice (Tajná neřest, str. 221–248) – esej o koníčku vytváření vlastních jazyků, poprvé proslovena na nějaké filologické společnosti patrně v roce 1931[14]
  - English and Welsh (Angličtina a velština, str. 183–220) – jedna z O’Donnellovy řady přednášek, poprvé proslovená 21. října 1955
- 1983–1996 The History of Middle-earth – obsáhlý výbor z Tolkienovy pozůstalosti, zabývající se nejrůznějšími aspekty jeho mytologického světa  1. 1983 The Book of Lost Tales 1 (Kniha ztracených pověstí I., Winston Smith, Praha 1995)
  2. 1984 The Book of Lost Tales 2
  3. 1985 The Lays of Beleriand
  4. 1986 The Shaping of Middle-earth
  5. 1987 The Lost Road and Other Writings
  6. 1988 The Return of the Shadow (The History of The Lord of the Rings vol. 1)
  7. 1989 The Treason of Isengard (The History of The Lord of the Rings vol. 2)
  8. 1990 The War of the Ring (The History of The Lord of the Rings vol. 3)
  9. 1992 Sauron Defeated (The History of The Lord of the Rings vol. 4)
  10. 1993 Morgoth’s Ring (The Later Silmarillion vol. 1)
  11. 1994 The War of the Jewels (The Later Silmarillion vol. 2)
  12. 1996 The Peoples of Middle-earth

  - Index – vydán 2002
- 1995 J. R. R. Tolkien: Artist and Illustrator – sbírka Tolkienových ilustrací
- 1998 Roverandom (Tulák Rover, Mladá fronta, Praha 1995) – příběh, který v roce 1925 Tolkien vyprávěl svému synovi, jemuž se ztratila hračka – černobílý psík Rover
- 2002 A Tolkien Miscellany – sbírka dříve publikovaného materiálu
- 2002 Beowulf and the Critics (Béowulf a kritikové) – editovaná Michaelem D. C. Droutem, obsahuje Beowulf: netvoři a kritikové spolu s edicemi dvou konceptů delší eseje, z níž byla vytvořena zhuštěním.
- 2004 Guide to the Names in The Lord of the Rings (plná verze) – publikována Waynem Hammondem a Christinou Skullovou v The Lord of the Rings: A Reader’s Companion. Napsal ji Tolkien pro překladatele Pána prstenů, redigovaná verze od Jareda Lobdella byla publikována v roce 1975 v A Tolkien Compass.
- 2007 The Children of Húrin (Húrinovy děti) – v Česku vydáno v červnu 2007
- 2009 The Legend of Sigurd and Gudrún (Legenda o Sigurdovi a Gudrún, Argo, Praha 2012) – Tolkienovo podání staroseverské Ságy o Völsunzích
- 2013 The Fall of Arthur (Artušův pád, Argo, Praha 2016, 232 stran) – Tolkienovo podání legendy o králi Artušovi
- 2014 Beowulf: A Translation and Commentary, together with Sellic Spell – komentáře k Tolkienovu překládání Beowulfa spolu s Tolkienovou vlastní legendou, nazvanou Sellic Spell
- 2015 The Story of Kullervo
- 2017 Beren and Lúthien (Beren a Lúthien, Argo, Praha 2023, v překladu Martina Světlíka a Filipa Krajníka)
- 2018 The Fall of Gondolin (Pád Gondolinu, Argo, Praha 2019, v překladu Stanislavy Pošustové)
- 2021 The Nature of Middle-earth
- 2022 The Fall of Númenor (Pád Númenoru, Argo, Praha 2023, v překladu Stanislavy Pošustové)
- 2024 The Collected Poems of J. R. R. Tolkien